# إريك ويفر (لاعب كرة قدم)
إريك ويفر (بالإنجليزية: Eric Weaver)‏ هو لاعب كرة قدم بريطاني في مركز الهجوم، ولد في 1 يوليو 1943 في Rhymney ‏ في المملكة المتحدة. لعب مع سويندون تاون ونادي بوسطن يونايتد ونادي تلفورد يونايتد ونوتس كاونتي ونورثامبتون تاون.